# Hampala lopezi
Hampala lopezi és una espècie de peix cipriniforme de la família dels ciprínids.

## Morfologia
Els mascles poden assolir els 8,5 cm de longitud total.

## Distribució geogràfica
Es troba des de Borneo fins a Indoxina i Siam. També a Busuanga (Filipines).